# Байройтский канон
«Байройтский канон» составляют оперы Рихарда Вагнера, постановка которых осуществляется в рамках Байройтского фестиваля. Канон составляют 10 произведений, половину из которых выбрал сам композитор, а другую половину добавила его вдова, Козима Вагнер:
- «Золото Рейна»
- «Валькирия»
- «Зигфрид»
- «Гибель богов»
- «Парсифаль»
- «Тристан и Изольда»
- «Нюрнбергские мейстерзингеры»
- «Тангейзер»
- «Лоэнгрин»
- «Летучий голландец»